# Альпійська складчаста геосинклінальна область
Альпійська складчаста геосинклінальна область, Альпійсько-Гімалайська складчаста геосинклінальна область — наймолодша частина Середземноморського геосинклінального поясу, що активно розвивалася в мезозої і кайнозої, рухома ділянка земної кори між континентальними плитами Євразії, Західної Африки, Аравії та Індостану, що спочатку складали Гондвану.
Розвитку області передувало відмирання палеозойського океанічного басейну Палеотетісу (див. Тетіс) в пізньому палеозої з утворенням герцинського складчастого поясу. У кінці пермі і тріасі вирівняна поверхня герцинського складчастого комплексу була покрита дрібним, епіконтинентальним морем; лише на сході, можливо, збереглися релікти Палеотетісу.
У кінці тріасу почалися розколювання континентальної кори і рифтоутворення. Це привело до формування нового глибокого басейну з океанічною корою — Неотетісу (Тетісу). З кінця юри почалося скорочення площі Неотетісу внаслідок зближення Африки-Аравії, а потім і Індостану з Євразією.
В кінці еоцену континентальні брили Африки-Аравії й Індостану прийшли в пряме зіткнення з Євразією. Цей процес супроводжувався інтенсивними складчастими і насувними деформаціями з утворенням великих тектонічних покривал (шар'яжів), зміщених в основному до периферії області.
У олігоцені — міоцені в деформацію були залучені і глибокі горизонти кори з утворенням Піренеїв, Андалуських гір, Ер-Рифу і Тель-Атласу, Апеннін, Альп і Карпат (Бескид), Кримських та Динарських гір, Балкан, Кавказу, гористих районів Туреччини і Ірану, Афганістану, Пакистану, Гімалаїв. Найінтенсивніше гороутворення почалося в пізньому міоцені. Одночасно відбувалося формування глибоководних басейнів Середземного, Чорного, Каспійського, Адріатичного, Егейського, Азовського морів, прогинів, зайнятих алювіальними рівнинами річок Ебро, Гвадалквівір, По, Дунай, Кубань, Терек, Ріоні, Кура, Інд, Ганг, Брахмапутра.
Новітнє підняття супроводжувалося вулканічною діяльністю, особливо активною в Середземномор'ї, в Анатолії, на Малому Кавказі і на території Ірану. У межах гірських споруд Альпійської складчастої геосинклінальної області відомі численні родовища поліметалічних руд, молібдену, ртуті, бокситів, а також в передгірських районах та прогинах — нафти і газу (зокрема, в Україні — Карпати, Крим), бурого вугілля.